# Етеокъл (син на Ифит)
Вижте пояснителната страница за други значения на Етеокъл.
Етеокъл (на старогръцки: Ἐτέοκλος, Eteoklos) в гръцката митология
Той е победителят при първите състезания на Немейските игри в чест на царския син Офелт.